# Галушка Марія Максимівна
Марія Максимівна Галушка (нар. 24 травня 1921, село Вербова, Томашпільського району Вінницької області — 20 вересня 1980, село Вербова, Томашпільського району Вінницької області) — трактористка колгоспу імені Черняховського Томашпільського району Вінницької області. Герой Соціалістичної Праці (8.04.1971).

## Біографія
Працювала трактористкою, стала першою жінкою-трактористкою в районі.
За часів німецько-радянської війни, коли її село потрапило під окупацію, Марія Галушка розібрала свій трактор та закопала його частинами в полі. Після того, як село було звільнено, вона викопала, зібрала трактор та відновила роботу.
Після завершення війни брала участь у підготовці молодих трактористів і брала шефство над дівчатами-трактористками. Продовжувала працю в колгоспі до виходу на пенсію.

## Нагороди
- Герой Соціалістичної Праці (1971)
- орден Леніна (1971)
- медалі